# بوسناسكو (بافيا)
بوسناسكو (بالإيطالية: Bosnasco)‏ هي بلدة تقع في مقاطعة بافيا بإقليم لومبارديا في شمال إيطاليا. تبلغ مساحة هذه المدينة 4.8 (كم²)، وترتفع عن سطح البحر م، بلغ عدد سكانها 616 نسمة في عام 2004 حسب إحصاء المعهد الوطني للإحصاء.

## السكان
في سنة 1861 بلغ عدد السكان 755 نسمة، وتطور العدد ليصل في سنة 2011 لـ 633 نسمة.
يظهر هذا المخطط البياني تطور النمو السكاني لـ بوسناسكو (بافيا)

## أعلام
- أنطونيو سكاربا